# パヴァーヌ
パヴァーヌ（仏: pavane）は、16世紀のヨーロッパに普及した行列舞踏である。
パヴァーヌのかしこまった行進は、厳粛なスペインに影響された16世紀イタリアの宮廷作法に似つかわしく、パヴァーヌはスペイン起源の舞曲なのかもしれないと想像させるが、パヴァーヌの名称の由来はいまだに諸説に分かれている。そのうち一つは、「パドヴァの踊り」（padovana）の転訛とするもの、もう一つは、一列に並んだ女性を、孔雀（ラテン語でpavo、スペイン語でpavon）の尻尾に見立てたとするものである。
パヴァーヌは、イングランドやフランス、イタリアの舞踏指南書に登場し、より活き活きとした舞曲ガイヤルドとしばしば対にされている。またパヴァーヌという語は、ダンスを伴奏する特定の音楽を描写するのに使われた。1630年代半ばにダンスそのものは時代遅れになり、ルイ14世の宮廷でパヴァーヌはアルマンドに追い落とされたが、曲としてのパヴァーヌは数百年にわたって生き続けてきた。
ダンスとしてのパヴァーヌは、しばしば一組のカップルの行進の意味で使われている。アルボーのフランス語のダンス指南書『オルケゾグラフィ』（Orchésographie）によると、パヴァーヌは王侯貴族のための踊りで、たいてい即席の舞踊であり、踊り手は自由自在にステップを飾り立てることができた。イングランドの資料によると、パヴァーヌは、いくつかの小節ごとに組み分けされた単純な舞曲で、振付けられている。イタリアの文献によると、パヴァーヌはしばしばかなり手の込んだダンスで、ガリアルダなどの部分が続いた。
パヴァーヌに使われたステップは、現代においては、時おり結婚式場での「ためらいの足取りhesitation step」に見ることができる。エリザベス1世は、ガイヤルドと並んでパヴァーヌに偏愛を示した。このため同女王が主役の、キース・ロバーツの1968年のSF小説は『パヴァーヌ』と題されている。
近現代で曲名にパヴァーヌを用いた主要な作品としては、以下の例がある。
- ガブリエル・フォーレ：パヴァーヌ（1887年）
- モーリス・ラヴェル：亡き王女のためのパヴァーヌ（1899年）、『マ・メール・ロワ』～「眠りの森の美女のパヴァーヌ」（1910年）
- ジャン・フランセ：生ける天才のためのパヴァーヌ（1987年）
- スティーヴ・マートランド：アンダーソン氏のパヴァーヌ（Mr Anderson's Pavane）